# Грицишин, Владимир Емельянович
Владимир Емельянович Грицишин (род. 23 апреля 1953, село Могильница, Тернопольской области) — украинский государственный деятель, городской голова города Северодонецка (1994—2010), Луганская область, Украина. Переизбирался жителями города четыре раза.

## Биография
Владимир Емельянович Грицишин родился 23 апреля 1953 года в с. Могильница (сейчас — Новая Могильница) Тернопольской области, Украина. Детство и юность прошли в Сумской области.
По окончании школы поступил в Харьковский политехнический институт, который окончил в 1976 году по специальности инженер-химик-технолог.
После окончания института пришёл на Северодонецкое производственное объединение «Азот», где работал с 1976 по 1993 год, прошёл все ступени профессионального роста в одном из главных цехов предприятия — производстве аммиака, — от начальника смены до заместителя начальника цеха. Автор ряда изобретений и рационализаторских предложений. Отмечен нагрудным знаком «Изобретатель СССР».
1979 год — призван в ряды Советской армии. Служил в железнодорожных войсках в званиях лейтенант — старший лейтенант. Принимал участие в строительстве Байкало-Амурской магистрали. Награждён медалью «За строительство Байкало-Амурской магистрали» (1983).
С 1994 по 2010 годы — городской голова г. Северодонецка, Луганской области. Считается одним из самых успешных градоначальников в Украине.
В 2001 году закончил Украинскую академию внешней торговли (менеджмент внешнеэкономической деятельности). Кандидат экономических наук (2004).
Почетный гражданин города Еленя Гура, Польша (2008).
По окончании четвёртой каденции городского головы В. Е. Грицишин был назначен исполняющим обязанности директора Северодонецкой ТЭЦ (2011), возглавлял работу ООО «Таун-сервис» (городской водоканал) (2014), был заместитетем главы Луганской областной военно-гражданской администрации Г. Г. Москаля по вопросам жизнеобеспечения граждан (2014). За эту работу удостоеный Почетного знака «За развитие региона» на основе распоряжения Г. Г. Москаля от 24.03.2015 г.
С 2015 года — пенсионер.

### Начало карьеры
Владимир Грицишин возглавил город 21 июля 1994 года. С первых дней работы основное внимание стал уделять жилищно-коммунальной сфере, приведению в порядок жилищного фонда и городских автодорог, развитию молодёжного спорта, созданию благоприятного климата для подъёма промышленности и предпринимательской деятельности.

### Городской голова Северодонецка
За время пребывания В. Е. Грицишина на посту городского головы, в Северодонецке активизировалось жилищное строительство и сократилась жилищная очередь. На баланс города были взяты водоканал и теплообеспечивающие предприятия. Открылись новые учебные заведения и филиалы ряда вузов Украины (МАУП, ЭКОМЕН, коллегиум Киево-Могилянской академии). В городе были построены Свято-Христо-Рождественский Собор, большие торговые центры и супермаркеты, тепловой и газовый коллектор, качественно повысился уровень медицинских учреждений, открыта межбольничная аптека, поддерживалось функционирование бесплатных спортивных секций для детей и молодежи, волейбольного клуба «Северодончанка», приведено в порядок озеро Чистое — популярное место отдыха горожан.
Северодонецк занял второе место в области по развитию малого предпринимательства.
В 2010 году на выборах Владимир Грицишин занял второе место, передав пост градоначальника представителю «Партии регионов» Валентину Казакову. В 2015 году вновь баллотировался на пост городского головы и во втором туре голосования набрал 37,62 % при явке избирателей всего 26,8 %.

## Награды
Государственные награды
- Орден «За заслуги» І степени (11.04.2008).
- Орден «За заслуги» ІІ степени (21.08.2004).
- Орден «За заслуги» ІІІ степени (04.08.1998).

Церковные награды
- Орден «Рождества Христова» І степени (2001).
- Орден «Рождества Христова» ІІ степени (2000).
- Орден святых преподобных Антония и Феодосия Киево-Печерских (1999).
- Орден святого равноапостольного князя Владимира І степени.
- Орден святого равноапостольного князя Владимира ІІ степени.
- Орден святого равноапостольного князя Владимира ІІІ степени.
- Орден преподобного Нестора-Летописца І степени (2011).
- Орден преподобного Нестора-Летописца ІІ степени.
- Орден «Святой Дмитрий Солунский» IV степени.
- Орден «Ярослава Мудрого».
- Орден «1020-летия Крещения Киевской Руси».
- Орден «Покрова Пресвятой Богородицы».
- Орден «Георгия Победоносца».

Медали
- Медаль «За трудовую доблесть» (04.04.1981).
- Медаль «За строительство Байкало-Амурской магистрали» (14.10.1983).
- Медаль «Успения Пресвятой Богородицы» (28.08.2006).
- Медаль Украинского союза ветеранов Афганистана «За гражданское мужество» (11.02.2004).

Нагрудные знаки
- Нагрудный знак «Изобретатель СССР».
- Нагрудный знак «Отличник образования Украины».
- Нагрудный знак «За заслуги перед городом».
- Знак почета управления МВД Украины в Луганской области ІІ степени.
- Нагрудный знак «Ассоциация городов Украины».
- Нагрудный знак Министра обороны Украины.
- Нагрудный знак «Поместный собор русской православной церкви».
- Почетный знак «За развитие региона».

Почетные грамоты
- Почетная грамота ЦК ВЛКСМ.
- Почетная Грамота Верховного Совета Украины (24.05.2004. № 567).
- Почетная Грамота Кабинета Министров Украины.